# Hueypoxtla
Hueypoxtla o Villa de San Bartolomé Hueypoxtla es la cabecera municipal de Hueypoxtla, uno de los municipios del Estado de México en México. Es una comunidad urbana y  según el censo del 2010 tiene una población total de 3989 habitantes.
La localidad se ubica en los límites con el municipio de Tequixquiac, se conecta con las poblaciones de Tlapanaloya, Casa Blanca, Jilotzongo y Santa María Cuevas. Antiguamente, en el periodo prehispánico fue una zona agrícola y capital de la provincia Tepaneca de Hueypuchtla, asentamiento indígena de gran importancia para Tenochtitlán donde se recolectaban los tributos de los pueblos aledaños sometidos por los mexicas.
El paisaje natural de Hueypoxtla es relativamente árido y fue una las poblaciones de la zona bautizada por los ibéricos como las Lomas de España, durante el periodo virreinal la economía de esta población era agrícola y ganadera, y era uno de los lugares cercanos a la Ciudad de México donde los españoles plantaron excelentes viñedos para vinos de gran calidad, los cuales por decreto, fueron destruidos por el gobierno del virreinato para no aumentar la producción y pudiera competir con la España peninsular. 

## Toponimia

Glifo de Hueypochtlan.

Hueypoxtla: Proviene de la lengua náhuatl; es un topónimo aglutinado que se compone de tres palabras: Huey = grande, pochtli = comercio (relativo a pochteca o mercader) y tlan = lugar de. (Lugar de grandes comerciantes).

## Geografía
El pueblo de Hueypoxtla es una localidad que se encuentra en los límites con el municipio de Tequixquiac, limita con la localidad de Tlapanaloya. Cruza las Lomas de España y se ubica en la parte baja de Loma Larga y en la orilla del Río Salado de Hueypoxtla.

## Gobierno y administración
Hueypoxtla es cabecera municipal y una localidad del municipio de Hueypoxtla, es gobernado por un delegado municipal y cuenta con regidores en el ayuntamiento de Hueypoxtla.

### Barrios
| Barrios           |
| ----------------- |
| Hueypoxtla Centro |
| España            |
| Roma              |
| Huicalco          |

## Transporte

Calles del pueblo.

La mayoría de las calles del centro están empedradas, han conservado su tipología antigua, pero varias calles ya cuentan con asfalto o concreto armado para el uso de nuevos vehículos de motor más veloces.
Al ser la tercera localidad más poblada del municipio, después de Santa María Ajoloapan y San Marcos Jilotzingo, algunas empresas transportistas atraviesan todos los barrios y colonias, tienen sus bases de ruta, el paradero más importante es El Puente, sobre la avenida principal.

## Economía

### Turismo

Portales del centro.

Hueypoxtla es una localidad que recientemente se ha integrado a la dinámica económica del turismo, se busca promover sus recursos patrimoniales de gran antigüedad, así como sus paisajes naturales donde se han realizado eventos deportivos de talla internacional. El turismo ha obligado a la población, incursionar en la construcción de hoteles económicos, restaurantes y bares para la estancia de visitantes nacionales y extranjeros. 
El Centro Histórico de Hueypoxtla es el principal atractivo turístico, en este lugar se encuentra la Parroquia de San Bartolomé, el templo metodista, los portales, el Palacio Municipal, la Casa de los Padres y el puente colonial. Otros sitios de interés es La Chimenea.

## Educación
El pueblo de Hueypoxtla cuenta con una oferta educativa pública y privada.
| Barrio | Institución                                                                                     |
| ------ | ----------------------------------------------------------------------------------------------- |
| Centro | Escuela Primaria Narciso Flores Centro de Bachillerato Tecnológico Fray Servando Teresa de Mier |

## Cultura y Patrimonio

### Monumentos históricos

Parroquia de San Bartolomé.

Kiosko de la plaza principal.

- Parroquia de San Bartolomé es uno los monumentos más importantes del pueblo de Hueypoxtla, está localizado en la plaza principal, es una construcción barroca que pertenece al Obispado de Cuautitlán.
- Puente del Río Salado es un puente colonial que conecta el camino real con el pueblo de Santa María Cuevas y el pueblo de Tlapanaloya.
- Hacienda Casa Blanca es una antigua construcción que data del periodo colonial español, su estructura semeja a los castillos y haciendas de Viejo Continente, se ubica sobre un camino real que va hacia Ajacuba.

### Gastronomía
Al ser una localidad entre el Valle de México y el Valle del Mezquital, existe otros platillos de ambas regiones del centro del país como los tamales de fríjol, los tamales dulces, los tamales de diversos sabores, los gualumbos, el ximbó, las barbacoas de carnero, cerdo y pollo, las carnitas de cerdo, los tlacoyos, los nopales asados, los nopales navegantes, las habas con nopales, los quelites asados, el conejo asado, insectos como los escamoles, los xahues, los xahuis, los chinicuiles, los chapulines, el guajolote asado con mole y el pulque, que la bebida ancestral de este lugar que goza de gran tradición en los lugareños.

### Mitos y leyendas

#### Las catacumbas
Cuentan las personas que dentro de la parroquia de San Bartolomé hay unas catacumbas, que los lugareños llaman Santo Entierro, son pasillos estrechos de osamentas y criptas de personas que fueron sepultadas en Hueypoxtla, se baja nueve escalones y en ambos lados se ubica el túnel, que muchos creen que llega hasta la base aérea de Santa Lucía, algunos creyentes aseguran que las almas de los muertos de las catacumbas deambulan por la parroquia y que se manifiestan en sitios específicos dentro del templo.